# Metamorphosis (Iron Butterfly)
Metamorphosis è il quarto album in studio degli Iron Butterfly, pubblicato nell'agosto del 1970.

## Il disco
L'album segna un cambiamento nello stile musicale della band e non ottenne il successo dei primi tre LP ed è anche l'ultimo prima dello scioglimento.
L'ultima traccia Butterfly Bleu ne risente molto allo stile della mega-hit del gruppo In-A-Gadda-Da-Vida soprattutto per la durata (17:05 minuti di In-A-Gadda-Da-Vida contro i 14:03 minuti di Butterfly Bleu).
Il singolo Easy Rider (Let the Wind Pay the Way) raggiunse la posizione #66 nella classifica Billboard Hot 100. Venne pubblicato un'ulteriore singolo Silly Sally (B-Sides di Stone Believer) ma che non venne inserito nell'album.

## Tracce
Scritto e arrangiato da Iron Butterfly, eccetto dove indicato.
Lato A
1. Free Flight – 0:40
2. New Day – 3:08
3. Shady Lady – 3:50 (testo: Robert Woods Edmonson)
4. Best Years of Our Life – 3:55
5. Slower Than Guns – 3:37 (testo: Robert Woods Edmonson)
6. Stone Believer – 5:20

Durata totale: 20:30
Lato B
1. Soldier in Our Town – 3:10 (testo: Robert Woods Edmonson)
2. Easy Rider (Let the Wind Pay the Way) – 3:06 (testo: Robert Woods Edmonson)
3. Butterfly Bleu – 14:03

Durata totale: 20:19

## Formazione
- Doug Ingle - voce solista, organo
- Mike Pinera - chitarra, voce solista
- El Rhino (Larry Reinhardt) - chitarra
- Lee Dorman - basso
- Ron Bushy - batteria

Musicisti aggiunti:
- Richard Podolor - sitar, chitarra a 12 corde
- Bill Cooper - chitarra a 12 corde

Note aggiuntive:
- Richard Podolor - produttore, arrangiamenti
- Registrazioni effettuate all'American Recording Company di Studio City, California
- Bill Cooper - ingegnere della registrazione[2]